# Heide Wollert
Heide Wollert (Halle, 16 de maig de 1982) és una esportista alemanya que va competir en judo, guanyadora d'una medalla de bronze al Campionat Mundial de Judo de 2009 i quatre medalles al Campionat Europeu de Judo entre els anys 2003 i 2009.

## Palmarès internacional
| Campionat del món | Campionat del món          | Campionat del món | Campionat del món |
| Any               | Lloc                       | Medalla           | Categoria         |
| ----------------- | -------------------------- | ----------------- | ----------------- |
| 2009              | Rotterdam ( Països Baixos) | 3                 | –78 kg            |
| Campionat Europeu |                            |                   |                   |
| Any               | Lloc                       | Medalla           | Categoria         |
| 2003              | Düsseldorf ( Alemanya)     | 2                 | –70 kg            |
| 2006              | Tampere ( Finlàndia)       | 2                 | –70 kg            |
| 2008              | Lisboa ( Portugal)         | 1                 | –78 kg            |
| 2009              | Tbilisi ( Geòrgia)         | 3                 | –78 kg            |